# Сендовиці (Свентокшиське воєводство)
Сендовиці (пол. Sędowice) — село в Польщі, у гміні Міхалув Піньчовського повіту Свентокшиського воєводства.
Населення — 553 особи (2011).
У 1975-1998 роках село належало до Келецького воєводства.

## Демографія
Демографічна структура на день 31 березня 2011 року:
|          | Загалом | Допрацездатний вік | Працездатний вік | Постпрацездатний вік |
| -------- | ------- | ------------------ | ---------------- | -------------------- |
| Чоловіки | 284     | 62                 | 165              | 57                   |
| Жінки    | 269     | 59                 | 131              | 79                   |
| Разом    | 553     | 121                | 296              | 136                  |